# Qipingasoq
Qipingasoq [qiˈpiŋasɔq] (nach alter Rechtschreibung K'ipingassoĸ) ist eine wüst gefallene grönländische Siedlung im Distrikt Kangaatsiaq in der Kommune Qeqertalik.

## Lage
Qipongasoq liegt am Qipingasup Sullukasia nahe der Mündung in den Tunorsuaq. 13 km westnordwestlich liegt Kangaatsiaq und ebensoweit ostsüdöstlich Niaqornaarsuk.

## Geschichte
Qipingasoq war im 18. Jahrhundert besiedelt, fiel aber der Epidemie von 1785/86 zum Opfer. 1795 wurde ein Garnfangversuch in Qipingasoq gestartet. Fünf Jahre später wurde der Ort wegen der Pockenepidemie 1800 wieder aufgegeben. 1803 kamen einige Kolonisten nach Qipingasoq und nahmen den Versuch wieder auf, der aber während des Krieges 1807 bis 1814 erneut aufgegeben werden musste. 1821 war der Ort unbewohnt. 1829 wurden acht Menschen in Qipingasoq gezählt und 1831 gab es schon 22 Einwohner. 1843 erhielt der Ort den Udstedsstatus, verlor ihn aber bereits 1846 wieder. 1915 lebten 29 Menschen in Qipingasoq, darunter acht Jäger, von denen einer auch als Katechet tätig war. 1930 lebten 25 Personen im Ort. 1939 wurde der Wohnplatz aufgegeben. Qipingasoq gehörte zur Gemeinde Kangaatsiaq.

## Söhne und Töchter
- Jonas Mikisuluk (1879–1921), Landesrat
- Johannes Filemonsen (1886–?), Landesrat